# Марш-бросок на Приштину
Марш-бросок на Приштину (Приштинский инцидент, Приштинский бросок) — военная операция вооружённых сил Российской Федерации на территории Союзной Республики Югославия по захвату единственного в Косово аэропорта «Слатина», приведшая к конфронтации сил России и НАТО, окончившейся без боевого столкновения.

## Предыстория
В результате вмешательства сил НАТО в Косовскую войну она была завершена 11 июня 1999 года после подписания Кумановского соглашения. Совет Безопасности ООН принял Резолюцию СБ ООН № 1244, постановляющий вывод Югославских сил из Косова, а также миротворческого контингента войск — KFOR. Российская сторона была приглашена к работе миротворческой миссии, однако отказалась от участия в ней ввиду того, что НАТО отказалось предоставлять России полноценный отдельный сектор, опасаясь, что это спровоцирует разделение региона на две части — северную с сербами (на которую Россия и требовала мандат) и южную с косоварами, что могло вылиться в новый конфликт или раздел региона.
Как итог, миротворческие силы в Косово были сформированы на основе Союзного корпуса быстрого реагирования — формирования НАТО постоянной боевой готовности, подразделение которого, будучи развёрнутым в марте этого же года в Скопье, частично вошло в состав КФОР. Таким образом подразделения Великобритании, США, Норвегии, Германии, Франции и Италии смогли быстро и эффективно сформироваться в новое формирование и выдвинуться на территорию Косово. Командующим операцией был назначен британский генерал Майкл Джексон, причём формально операцией руководил командующий силами НАТО в Южной Европе — адмирал Джеймс О. Эллис, однако в большинстве случаев вышестоящее начальство в лице объединённого командования НАТО в Европе (во главе с Уэсли Кларком) командовало операцией напрямую.

## Подготовка к марш-броску на Приштину
После того, как НАТО отказалось предоставить российским миротворческим силам сектор в северном Косово с сербским населением, российское военное и политическое руководство начало немедленную подготовку к самостоятельным действиям с целью демонстрации решимости и силы. На собрании у первого заместителя министра иностранных дел России Александра Авдеева прозвучали высказывания:
У нас есть равные права с другими участниками урегулирования в Косове, и поэтому, если с нами не хотят считаться, будем действовать самостоятельно.
В разработке плана, кроме Авдеева, участвовали: заместитель директора Департамента общеевропейского сотрудничества МИД России А. Н. Алексеев, военный атташе в Белграде генерал Евгений Бармянцев, генерал-лейтенант Виктор Заварзин, офицеры ГОУ и ГРУ Генштаба, и другие военные.
В то же время, как в МИД (в первую очередь в лице специального представителя президента России по урегулированию ситуации вокруг СРЮ Виктора Черномырдина), так и в Генштабе (начальник Генштаба генерал армии Анатолий Квашнин и др.) были и противники проведения этой операции, опасавшиеся конфронтации с США и их союзниками. Ввиду этого план по занятию аэропорта приходилось разрабатывать в тайне и от многих российских военных и политиков.
По имеющимся данным, ещё до выступления основных сил на аэродром прибыли 18 российских спецназовцев во главе с офицером ВДВ, будущим политиком и генералом Юнус-беком Евкуровым. Подробности этой операции не разглашаются и ныне.
10 июня российский миротворческий контингент KFOR (подразделения ВДВ России), находившийся в Боснии и Герцеговине (Углевик), получил приказ о юридическом дезертирстве — формированию колонны для наступления на Приштину и самовольном оставлении своих постов в международной миссии KFOR.
11 июня, после подготовки колонны, силы России в KFOR, что находились под объединённым американским командованием, самовольно покинули место несения охраны правопорядка по мандату ООН и, де-факто обманув командование KFOR, а равно и ООН, начало движение на Приштину. Колонна из 15 БТРов и 35 грузовиков «Урал» начала движение около двух часов ночи. Сразу после пересечения границы между Боснией и Сербией над машинами были подняты российские флаги.

## Действия сторон
Начав движение в два часа ночи, к рассвету, колонна ВС РФ достигла границы Боснии и Сербии, где она установила на свою технику российские флаги, более не опасаясь обнаружения оставления своих постов KFOR. Командовали операцией старший оперативной группы Воздушно-десантных войск России в Боснии и Герцеговине генерал-майор Валерий Рыбкин и полковник Сергей Павлов. На территории Сербии к колонне присоединился назначенный от Генштаба генерал-лейтенант Заварзин.
Ещё до пересечения границы маркировка российской боевой и транспортной техники была спешно изменена с «SFOR» на «KFOR». Личному составу была поставлена задача в кратчайшие сроки преодолеть более 600 километров и захватить аэродром «Слатина» до прихода сил НАТО.
Начальник Генштаба генерал армии Анатолий Квашнин по командно-штабной связи боснийской бригады приказал Виктору Заварзину немедленно развернуть батальон в обратном направлении. Заварзин, в свою очередь, сообщил об этом начальнику ГУ МВС Минобороны России генерал-лейтенанту Леониду Ивашову. Последний напомнил ему, что «решение на ввод батальона принял Верховный Главнокомандующий — Президент России, а приказ о нём отдал министр обороны <…> Следовательно, никаких разворотов и остановок — только вперёд». Чтобы уберечь Заварзина от новых несанкционированных приказов, Ивашов предложил ему на время выключить мобильный телефон. Вскоре Квашнин попытался вновь передать приказ об остановке батальона через штаб бригады (в командно-штабной машине находилась своя аппаратура связи), однако Заварзин, взяв всю ответственность на себя, продолжал движение дальше.
В 10:30 передвижение войск было подтверждено генштабом НАТО в Европе, а также CNN, которые первые засняли вооружённые силы РФ. Как предполагалось, войска могли отправиться на захват Приштины и его аэропорта.
До этого же, получив данные о развёртывании сил ещё в ночь на 11 число, главнокомандующий силами НАТО в Европе Уэсли Кларк передал данную информацию генеральному секретарю НАТО Хавьеру Солане, заявив о кризисе и «передаче полномочий» в этом регионе. Кларк приказал немедленно десантировать британо-французские части в аэропорту и окопаться там, приготовившись встречать потенциального противника. Однако план не был реализован из-за опасения обстрела авиагруппы Сербией или её выходом из соглашения, что могло произойти из-за раннего выступления войск. Так, если бы это произошло, НАТО не смогло бы быстро прорваться к своим силам по суше из-за гористой местности. Поскольку эта операция не попадала под соглашение о миротворческих силах, Франция сразу отказалась от участия в миссии. По итогу, британские силы долгое время сидели в поле, ожидая команды на начало переброски войск.
Колонна же российских десантников прибыла в Приштину примерно в 2 часа ночи 12 июня. Население города вышло на улицы встречать колонну, при этом использовались петарды, световые ракеты, где-то раздавались автоматные очереди. Колонна прошла через Приштину за 1,5 часа. Сразу за Приштиной колонна въехала в Косово Поле, где остановилась на непродолжительное время для уточнения задач и получения сведений от разведки.
В ходе продвижения колонне встречались многочисленные отступающие подразделения сербской армии. Десантники в кратчайшие сроки захватили все помещения аэропорта «Слатина», заняли круговую оборону, организовали блокпосты и приготовились к появлению первых колонн НАТО, которые уже находились в пути. Задача по захвату аэропорта «Слатина» была выполнена к 7 часам утра 12 июня. К этому моменту последние силы сербской армии (бомбардировщики и танки) покидали аэропорт и ушли через 20 минут.

В пять часов утра 5-я пехотная бригада Великобритании начала десантную операцию в Косове, стремясь получить под контроль ущелье Качаник, чтобы 4-я бронетанковая бригада Великобритании смогла быстро занять Приштину. Передовой группой полка Life Guards Дворцовой кавалерии при занятии города командовал британский капитан Джеймс Блант. Так, начали свои действия и другие подразделения НАТО — совсем скоро норвежские войска специального назначения (FSK) под прикрытием британского 22-го полка SAS вошли в Приштину, однако к этому времени войска РФ уже смогли занять аэропорт. Норвежские силы первыми установили контакт с войсками ВДВ и передали сообщение об этом Джексону.

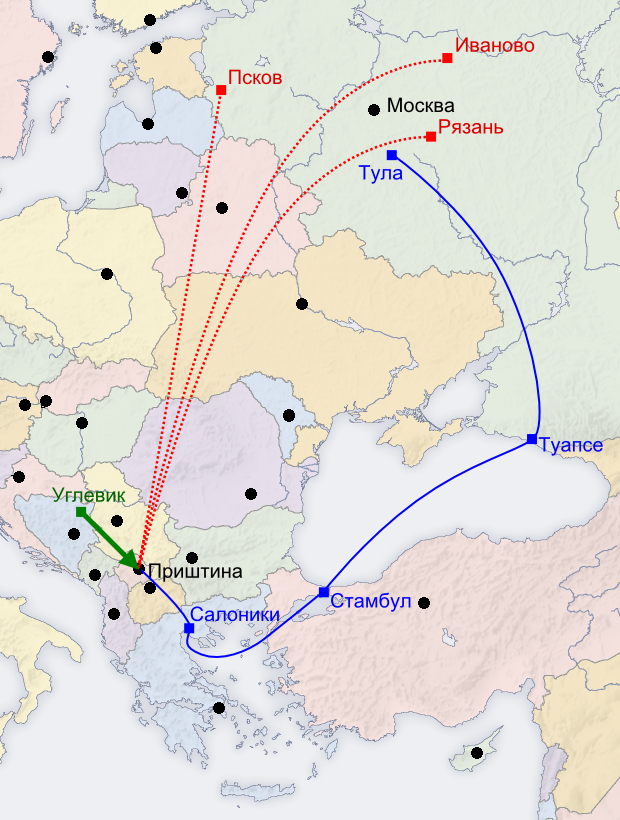
Переброска российского контингента KFOR:
Марш-бросок на Приштину 12 июня 1999 года
Воздушный маршрут. Переброска десантников из Пскова, Рязани и Иванова
Морской маршрут. Переброска десантников и техники из Туапсе в Салоники отрядом из пяти БДК 30-й дивизии надводных кораблей, командир контр-адмирал Васюков В. Л. Разгрузка 14.07.1999

## Последующие события
Уже вечером Майк Джексон вылетел на вертолёте в Приштину для проведения пресс-конференции и переговоров с Виктором Заварзиным. Первая встреча прошла довольно тепло — командующие вместе выпили фляжку с виски, однако Джексона беспокоила возможность переброски дополнительных сил ВДВ через контролируемое воздушное пространство НАТО, что могло ухудшить кризис. Россия же к этому времени привела в боевую готовность авиабазы в Пскове, Иванове и Рязани, а также дислоцируемые вблизи батальоны ВДВ. Опасаясь, что авиация РФ уже направляется к аэропорту, Кларк планировал операцию по блокированию ВПП для недопущения переброски войск, однако силы США отказались от выполнения подобного приказа — погодные условия делали невозможным подобные манёвры.
К утру следующего дня Кларк вернулся в штаб-квартиру в Скопье, где прибывший со встречи Джексон указал на то, что переброска подкрепления по воздуху ВДВ РФ маловероятна, и что в свете того, насколько важна была поддержка России для достижения мира, противодействовать им считалось контрпродуктивно. Кларк отказался принимать данную точку зрения и продолжал требовать заблокировать ВПП аэропорта, утверждая что его, якобы, поддерживает генеральный секретарь НАТО. Джексон отказался выполнять приказ, обвинив того в развязывании Третьей мировой войны. Когда был получен очередной приказ на блокирование ВПП, Джексон предложил британскую бронетанковую бригаду для данных целей как «более подходящие для этой цели», заранее зная, что правительство Великобритании наложит вето. Кларк согласился, обрекая свой приказ на окончательное невыполнение.
Ставка Джексона оказалось верной — в ответ на его запрос командиру бригады Ричарду Даннатту был дан приказ на окружение аэродрома от Генштаба Великобритании, которые сразу отказались от идеи перекрытия ВПП аэропорта. США же начали оказание политического давления на сопредельные государства с целью, чтобы те не предоставляли воздушное пространство России. Как итог, подкрепление российскому батальону оказалось прислать невозможно из-за невозможности переброски сил по воздуху.
Поскольку Румыния, Венгрия и Болгария закрыли свое воздушное пространство для российской транспортной авиации, снабжать российский батальон по воздуху было также невозможно. Через пять дней, когда у батальона кончились припасы, его начали обеспечивать продовольствием и питьевой водой расположившиеся по соседству британские войска.
В июле 1999 года в шестидневном переходе отряд из пяти БДК 30-й дивизии надводных кораблей ЧФ под командованием контр-адмирала В. Л. Васюкова осуществили переброску по морю из порта Туапсе через Босфор контингента тульских десантников. Отряд сопровождал спасательный буксир «Шахтер». Они доставили 14 июля 1999 года в порт Салоники, Греция, 471 военнослужащего ВДВ, 124 единицы авто и бронетехники и почти 100 тонн военных грузов. Их встретили командующий российским контингентом в Косово генерал-майор В. Е. Евтухович и посол России в Греции М. Н. Бочарников. Греческая сторона предоставила оцепление и сопровождение колонны до границы с Македонией.

## Переговоры
На протяжении всего противостояния велись переговоры, в ходе которых Россия ультимативно требовала собственную зону ответственности, заявляя, что её войска будут подчиняться только собственному руководству. НАТО в очередной раз отказала России в данном требовании, повторив свои опасения по поводу раздела Косова. По итогу переговоров был достигнут компромисс — миротворческие силы РФ были развёрнуты по всему Косову независимо от НАТО в рамках отдельной силы КФОР, однако при этом всё ещё не получая собственный мандат или зону.
После заключения соглашения, 15 октября 1999 года, 53-я полевая эскадрилья Королевских инженеров Великобритании провела в аэропорту ремонтно-восстановительные работы, позволив вновь вернуть его в строй сначала как военный, а потом и международный гражданский хаб в Косове. Россия напрямую отвечала за безопасность аэропорта совместно с НАТО.
Кларк же, за свою неадекватную реакцию на события и попытку эскалации конфликта, был снят со своего поста и отправлен в отставку (по другим данным, оставался на своём посту до мая 2000 года).

## Итоги
Как итог, Россия долгое время выполняла важную миротворческую миссию в Косове совместно с силами НАТО, пока войска не были выведены для экономии бюджета МО. В результате операции российские миротворцы разместились в Косово, но только в зонах ответственности других миротворческих миссий, тогда как Россия изначально настаивала на выделении отдельной зоны с сербским населением. Миротворцы из России находились в Косове вплоть до 2003 года, когда российский контингент (650 военнослужащих) был выведен из Косова, а его имущество безвозмездно передано командованию миротворческих сил, взамен прибыли милиционные формирования из России. Начальник Генерального штаба ВС РФ Анатолий Квашнин основной причиной вывода российских войск из края назвал отсутствие у России реальных интересов на Балканах и финансовые затруднения — Министерство обороны приняло решение сэкономить 28 миллионов долларов, которые ежегодно тратились на поддержание российского контингента.

## Награда
Участники «броска на Приштину» и лица, участвовавшие в его подготовке, были награждены специально учреждённой медалью «Участнику марш-броска 12 июня 1999 г. Босния — Косово».

## В культуре
Событиям, связанным с марш-броском на Приштину, посвящены художественный фильм «Балканский рубеж» (2019), одноимённый роман Ивана Наумова, мини-сериал «Батальон» (2018).

## Документальные фильмы и телепередачи
- Одинокий батальон. Часть 1 (YouTube.com)
- Одинокий батальон. Часть 2 (YouTube.com)
- Одинокий батальон. Часть 3 (YouTube.com)
- Russian tanks in Kosovo/ NATO crimes in Yugoslavia (YouTube.com)
- Ударная сила: ВДВ (YouTube.com)
- Русские в Косово. 10 лет спустя (YouTube.com)
- «Намедни». Югославия’99 (YouTube.com)
- ВДВ в Сербии. Бросок на Приштину.(YouTube.com)